# Station Kirkby
Kirkby is een spoorwegstation van National Rail in Knowsley in Engeland. Het station is eigendom van Network Rail en wordt beheerd door Merseyrail. 